# Еморі (Вірджинія)
Еморі (англ. Emory) — переписна місцевість (CDP) в США, в окрузі Вашингтон штату Вірджинія. Населення — 1237 осіб (2020).

## Географія
Еморі розташоване за координатами 36°46′47″ пн. ш. 81°49′39″ зх. д. / 36.77972° пн. ш. 81.82750° зх. д. (36.779821, -81.827397).  За даними Бюро перепису населення США в 2010 році переписна місцевість мала площу 10,61 км², з яких 10,61 км² — суходіл та 0,00 км² — водойми.

## Демографія
Згідно з переписом 2010 року, у переписній місцевості мешкала 1251 особа в 284 домогосподарствах у складі 179 родин. Густота населення становила 118 осіб/км².  Було 310 помешкань (29/км²).
Расовий склад населення:
| - 91,1 % — білих - 5,5 % — чорних або афроамериканців - 1,3 % — азіатів - 0,2 % — корінних американців - 0,1 % — вихідців з тихоокеанських островів |

До двох чи більше рас належало 1,5 %. Частка іспаномовних становила 1,7 % від усіх жителів.
За віковим діапазоном населення розподілялося таким чином: 8,5 % — особи молодші 18 років, 81,3 % — особи у віці 18—64 років, 10,2 % — особи у віці 65 років та старші. Медіана віку мешканця становила 21,6 року. На 100 осіб жіночої статі у переписній місцевості припадало 104,1 чоловіків;  на 100 жінок у віці від 18 років та старших — 103,0 чоловіків також старших 18 років.
Середній дохід на одне домашнє господарство  становив 87 178 доларів США (медіана — 79 821), а середній дохід на одну сім'ю — 107 395 доларів (медіана — 95 595). За межею бідності перебувало 17,0 % осіб, у тому числі 0,0 % дітей у віці до 18 років та 36,2 % осіб у віці 65 років та старших.
Цивільне працевлаштоване населення становило 509 осіб. Основні галузі зайнятості: освіта, охорона здоров'я та соціальна допомога — 54,4 %, мистецтво, розваги та відпочинок — 10,2 %, виробництво — 9,2 %.